# Кактус канделабър
Кактусът канделабър (Euphorbia candelabrum) е сукулентно растение, типичен представител на големите дървоподобни млечкови растения (Euphorbiaceae), ендемичен за Африканския рог и Източноафриканския рифт. В Етиопия е известен с названието си на амхарски qwolqwal.

## Описание на вида
На височина дървото може да достигне 10, понякога и до 20 m. Стволът е къс, с диаметър до 90 cm. Растението е бегло подобие на някои кактуси от Новия свят (Cereus peruvianus). В изправено положение формата му наподобява тази на обърнат полуразтворен чадър и напомня на свещник или на разклонена тръба на орган. От тази прилика идва и името му. Растението е еднодомно и няма близко родство с кактусите. То е един от най-отровните видове от семейство Млечкови.
Стволът е със сива кора, сравнително дебел и груб, неравномерно сегментиран и расте изправен, без изкривявания. Сегментите са продълговати, разположени приблизително през около 15 – 25 cm. От един дънер могат да израснат над 150 клона, обикновено с дебелина 5 – 10 cm, но понякога достигнат и дебелина на мъжки крак. Започват да растат на височина от около 3 метра от основата и формират голяма кръгла корона. Те са тъмнозелени, подобни на кактус, с чиста и гладка кора.
Ребрата са дебели, ясно изразени, от 3 до 8 броя, разположени под ъгъл едно спрямо друго. Обикновено кактусът е с четири тъмнозелени, понякога вълнообразни ребра. Бодлите са свързани, рогообразни, като при по-възрастните растения обикновено липсват.
В подходящ влажен и горещ климат израстват копиевидни ланцетни листа, разположени близо до върха на всеки клон, които скоро окапват. Много често те са зелени, но понякога, макар и рядко, могат да бъдат жълти или многоцветни. При разсада те са дълги 40 mm и широки 7 mm, но при младите издънки вече са доста по-малки. Нямат дръжки и са наредени в 4 реда. Прилистникът е трансформиран в малък шип с делтовидно сечение и размери 5х5 mm.
Цветовете се появяват през ранната есен. Те са двуполови, жълто-зелени, месести, струпани в малки групи по 3 до 6 над чифт шипове. Всяка обвивка на съцветието съдържа един женски плодник, заобиколен от множество мъжки. Плодникът на женските има стъбълце с дължина 5 mm, а мъжките са без дръжка, с тичинки, дълги 6 mm. Околоцветник липсва.
Плодовете са зелени, дребни колкото грахово зърно, растящи по 2 – 3 в кичур. Растението изпуска обилно количество сок, който е силно отровен.

## Разпространение
Поради широкото си разпространение в някаква степен растението е емблематично за семейството на Африканския континент. Разпространено е в Източна и Южна Африка, но в наше време се отглежда навсякъде по света. Предпочита скалисти области както в равнините, така и по стръмни планински склонове, саваните и площи, заети от трънлив храсталак. Видът често образува гори, които доминират по склоновете, а понякога се срещат чисти насаждения обикновено покрай църкви.
В естествена среда се среща в следните региони на Африканския континент:
- Североизточна – Етиопия, Сомалия, Судан
- Източна – Кения, Танзания, Уганда
- Централна – Бурунди, Руанда, Заир, ДР Конго
- Южна – Малави, Замбия, Зимбабве

## Синоними
Някои автори приемат Euphorbia candelabrum като синоним на Euphorbia ingens, докато други отделят двете растения като различни видове. Трети автори допълнително разделят вида на два различни вида – Euphorbia candelabrum var. bilocularis и Euphorbia candelabrum var. Candelabrum.
- Euphorbia erythraeae (Berger) N.E.Br. 1912.
- Euphorbia candelabrum var. bilocularis (N.E. Br.) S. Carter, 1987.
- Euphorbia candelabrum var. candelabrum
- Euphorbia candelabrum var. erythraeae Berger
- Euphorbia abyssinica J.F.Gmel.A

## Въздействие върху организма
По принцип растенията от семейство Млечкови са отровни и кактусът канделабър не прави изключение. Отровата, съдържаща се в тях, се нарича euphorbon и е слабо проучена. Сокът, който изпуска растението, е много горчив и лютив и съдържа естери на дитерпени, които се считат за високо токсични. Установено е наличието на силно дразнещия дитерпенов естер ингенол. Ингенолът и производните му имат канцерогенно действие, но проявяват и противохивова и противолевкимична активност. Също така сокът на растението съдържа и около 12,5% каучук.
При изследване на хора, загинали от тази отрова, се разкрива тежко възпаление на стените на стомаха и червата, като в някои случаи се наблюдава и перфорирана стена на стомаха. В контакт с очите сокът може да доведе до слепота. При допир с кожата и лигавиците предизвиква изприщване, поява на мехури и възпаления.

## Употреба
Сокът на канделабъра се използва в Африка като отрова за намазване на върховете на стрели. Също така при риболов във водата се хвърлят прясно отрязани клони, за да се отровят риби и водни животни.
Растението е използвано в традиционната етиопска медицина. Сокът се смесва с пречистен пчелен мед и се използва като очистително и като лекарство против сифилис, а когато е смесен с други лечебни растения във вид на мехлем – за лечение на проказа.
В Централна Африка няколко капки от сока във водата се приемат като лекарство против кашлица и туберкулоза, а също така и като еметик за предизвикване на повръщане или за да се предизвика аборт. Прилага се при лечение на рани, възпаления и брадавици. В Кения го прилагат със същата цел при лечение на домашни животни.
Масаите смесват сока с мазнини и втриват получената субстанция в кожата си като средство против малария. Отвара от сърцевината на клоните се дава на родилките за да помогне на изхвърлянето на плацентата. В Кения и Танзания корените се варят заедно с пилешко или някакво друго месо и течността се пие като силен еметик, против болки в стомаха и безплодие. Приема се също като пургатив и за лечение на СПИН. Прах от изсушени стебла се прилага при очни инфекции.
Стеблата се ползват за горене, въпреки че димът от тях дразни очите и лигавиците. Светли и здрави клони от кактуса канделабър се ползват за покриване на колибите, за направа на маси, врати, кутии, прибавя се към хоросана, произвеждат се музикални инструменти, седла и други. Подходящи части от ствола се ползват за направа на пчелни кошери. От нарязаните клони се изграждат огради и сенници.
От цветовете на каделабъра се получава доста нектар, но медът предизвиква леко парещ вкус, наподобяващ вкуса при пиене на вода. Сокът се използва и за направа на лепило.
Кактусът канделабър в наше време има незначителна търговска стойност, въпреки че английският адвокат Ричард Панкхърст документира две различни опита, проведени преди 1935 година близо до град Керен в Еритрея. Опитът е за търговия със събраната смола, но нито един от тях не се оказва търговски жизнеспособен.

## Култивиране
Това растение е ефектно, лесно за отглеждане, подходящо за всяка добре дренирана почва и достатъчно слънце. Не понася отрицателни температури. Младите растения могат да бъдат отглеждани и на закрито, където растат бързо и могат лесно да достигнат тавана. Почвата трябва да се състои основно от неорганични материали като глина, пемза, песъчинки лава и само малко торф и хумус.
По време на активната вегетация, от март до септември, се полива редовно, но около корените никога не трябва да се събира застояла вода. През зимата поливането става много рядко, като растението се държи почти на сухо.
Единствената трудност при отглеждането му се появява при силни ветрове, при които клоните силно се блъскат един в друг. Затова се засажда на защитено от вятъра място.
Това е сравнително бързо развиващо се растение с продължителен живот и веднъж създадено, на подходящи почва и място, украсява градината в продължение на години. Може да се подрязва и разклоненията да се оформят. Размножава се чрез резници, които се оставят да засъхнат за една-две седмици и после се засаждат.

## Любопитно
През 1753 година Карл Линей определя Euphorbia като родово име в чест на гръцкия лекар и билкар Ефорб Euphorbus, личен лекар на Джуба II, владетел на Нумидия и Мавритания и брат на Антониус Муса, който е личен лекар на Октавиан Август. Според Плиний Стари, Джуба е този, който намира растението в Атласките планини и му дава името Euphorbia, в чест на своя личен лекар. Въпреки това проучванията на френски филолог Клод дьо Сомез показват, че името Euphorbia и познаването на растението са по-стари и от Джуба.